# 50 primavere
50 primavere (Aurore) è un film del 2017 diretto da Blandine Lenoir.
La pellicola è stata prodotto dalla Karé Productions.

## Trama
Aurora, cinquantenne divorziata, perde il lavoro, si prepara a diventare nonna e deve sopportare vampate di calore dovute alla menopausa. Per fortuna può contare sulle sue figlie e sulla sua migliore amica.